# David Turpel
David Turpel (Ettelbruck, 19 ottobre 1992) è un calciatore lussemburghese, attaccante dell'Atert Bissen.

## Carriera

### Club
Ha giocato per l'Etzella Ettelbruck dal 2010 al 2014, quando si è trasferito all'F91 Dudelange. Il 29 Novembre 2018, durante la 5ª giornata di Europa League 2018-2019, segna il gol del momentaneo vantaggio per i lussemburghesi allo Stadio San Siro contro il Milan (partita vinta poi dai milanesi per 5-2).

### Nazionale
Con l'Under-21 lussemburghese ha collezionato 10 presenze e un gol. Ha esordito in nazionale maggiore nel 2012. Il 9 ottobre 2014 segna un gol contro la Macedonia, nelle qualificazioni a Euro 2016.

## Palmarès

### Club

#### Competizioni nazionali
- Campionato lussemburghese: 3

F91 Dudelange: 2015-2016, 2016-2017, 2018-2019
- Coppa del Lussemburgo: 3

F91 Dudelange: 2015-2016, 2016-2017, 2018-2019

### Individuale
- Calciatore dell'anno (Lussemburgo): 2

2016, 2018